# Ischnoptera bergrothi
Ischnoptera bergrothi är en kackerlacksart som först beskrevs av Luigi Griffini 1896.  Ischnoptera bergrothi ingår i släktet Ischnoptera och familjen småkackerlackor. Inga underarter finns listade i Catalogue of Life.